# Хаварнак

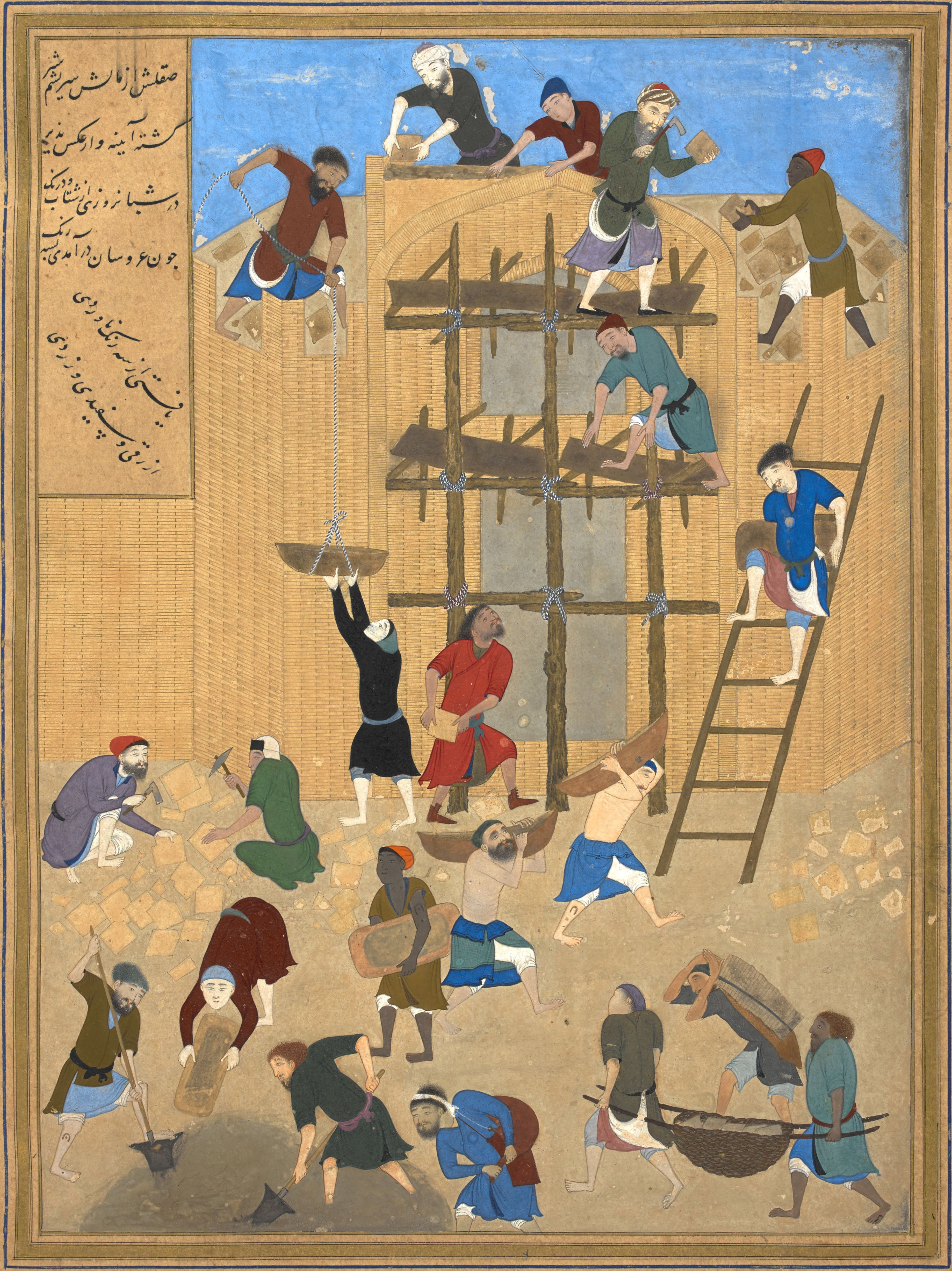
Персидская миниатюра, иллюстрирующая строительство Хаварнака

Эль-Хаварнак — деревня в Ираке в 1 км к востоку от Наджафа.
По легенде, лахмидский царь ан-Нуман (Нусман Ибн Имру 'аль-Кайс «аль-Агвар», 403—431 гг. н. э.) построил здесь дворец для шаха Сасанидов. Он считался одним из 30 чудес света вместе с соседним замком Садир (возможно, Ухайдир). Византийский архитектор, построивший его, Сенмар, был казнён шахом. Дворец, превращённый в крепость, использовался во времена Аббасидов. Он был уже в руинах в XIV веке. Его название означает «с великолепной крышей» от хуварма или «торжественное место» от хаварнар.
Замок упоминается как в арабских, так и в персидских источниках, хотя сложно определить, какие сведения исторические, а какие мифические.